# Aeropuerto de Cape Dorset
El Aeropuerto de Cape Dorset (del inglés: Cape Dorset Airport) (IATA: YTE, OACI: CYTE) está ubicado en Cape Dorset, Nunavut, Canadá y es operado por el gobierno de Nunavut.

## Aerolíneas y destinos
- Canadian North
  - Iqaluit / Aeropuerto de Iqaluit
  - Rankin Inlet / Aeropuerto de Rankin Inlet
- First Air
  - Iqaluit / Aeropuerto de Iqaluit
- Kenn Borek Air
  - Iqaluit / Aeropuerto de Iqaluit